# Cuco-esmeraldino

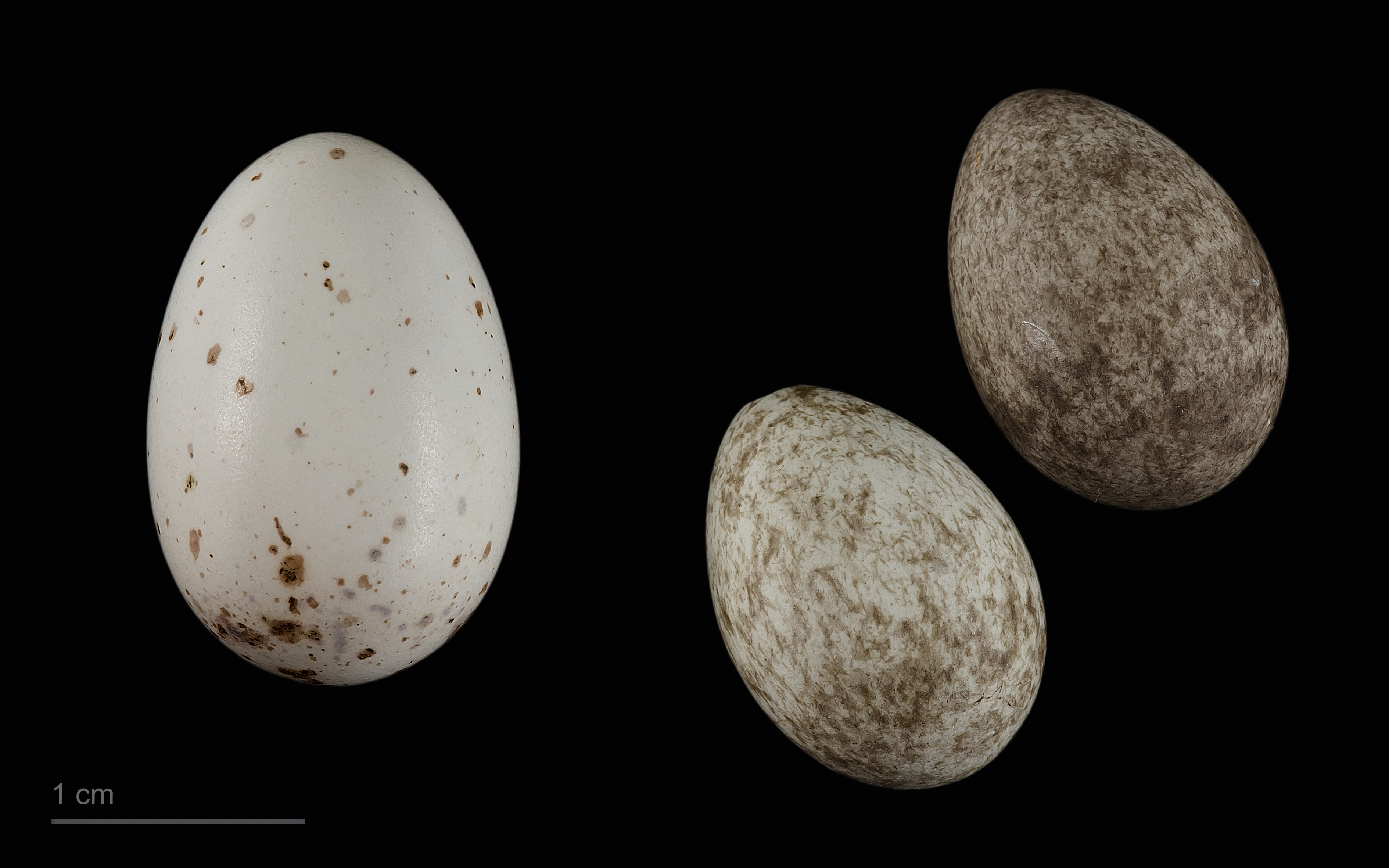
Chrysococcyx cupreus em um ninho de Anabathmis newtonii - MHNT

O Cuco-esmeraldino ou ossobô (em São Tomé e Príncipe) ou cuco-esmeraldino-africano (Chrysococcyx cupreus) é uma espécie de cucos da família Cuculidae.
Pode ser encontrada nos seguintes países: África do Sul, Angola, Botswana, Burundi, Camarões, Costa do Marfim,  Eritreia, Etiópia, Gabão, Gambia, Gana, Guiné, Guiné-Bissau, Guiné Equatorial, Libéria, Malawi, Mali, Moçambique, Namíbia, Nigéria, Quénia, República Centro-Africana, República do Congo, República Democrática do Congo, Ruanda, São Tomé e Príncipe, Senegal, Serra Leoa, Sudão, Essuatíni, Tanzânia, Togo, Uganda, Zâmbia e Zimbabwe.